# United States National Radio Quiet Zone

- 1. Observatoire de Green Bank
- 2. Sugar Grove Station

La United States National Radio Quiet Zone (NRQZ) (litt.« zone de silence radio des États-Unis ») est une vaste zone blanche entourant l'observatoire de Green Bank et Sugar Grove Station, au sein de laquelle la radiodiffusion est fortement limitée par la loi pour faciliter la radioastronomie et le renseignement électronique.

## Caractéristiques
C'est un rectangle d'environ 33 000 km2 (environ 175 × 195 km), soit la surface de la Belgique environ. Il se trouve principalement à cheval entre la Virginie et la Virginie-Occidentale mais inclut aussi une toute petite partie du Maryland.
La zone a été définie par la Federal Communications Commission en 1958 pour protéger les radiotélescopes de l'observatoire et ainsi de se trouver dans une zone de silence. Les transmissions omnidirectionnelles et/ou de forte puissance sont fortement restreintes, voire interdites dans les 10 mi (16,09 km) autour de l'observatoire de Green Bank, de manière à éviter de saturer les amplificateurs des télescopes. Ainsi l'utilisation de téléphones mobiles n'est pas possible dans la zone, l'usage du Wi-Fi est très limité et la télévision passe presque essentiellement par le câble et le satellite.
Cette zone protège aussi des antennes et récepteurs de renseignement électronique de la NSA, et jusqu'en 2016 d'une unité de renseignement militaire de l'US Navy, à Sugar Grove Station.
La région attire aussi les personnes souffrant de sensibilité électromagnétique. Un hôtel leur est même dédié, où des personnes souffrant d'hypersensibilité électromagnétique peuvent se reposer quelques nuits.